# داداهوگاما
داداهوگاما (به لاتین: Dadahogama) یک منطقهٔ مسکونی در سری‌لانکا است که در استان مرکزی (سری‌لانکا) واقع شده‌است.